# Microregione di Sapé
Sapé è una microregione dello Stato di Paraíba in Brasile, appartenente alla mesoregione di Zona da Mata Paraibana.

## Comuni
Comprende 9 comuni:
- Cruz do Espírito Santo
- Juripiranga
- Mari
- Pilar
- Riachão do Poço
- São José dos Ramos
- São Miguel de Taipu
- Sapé
- Sobrado